# Sechium
Genre
Classification phylogénétique
Sechium est un genre de plantes à fleurs de la famille des Cucurbitacées dont douze espèces ont été décrites. La plus connue est la chayote, plante potagère grimpante cultivée dans les pays tropicaux.
Ce genre appartient à la tribu des Sicyeae.

## Principales espèces
- Sechium compositum (Donn. Sm.) C. Jeffrey
- Sechium edule (Jacq.) Sw. la chayote ou christophine
- Sechium hintonii (Paul G. Wilson) C. Jeffrey
- Sechium jamaicense J. St.-Hil.
- Sechium tacaco (Pittier) C. Jeffrey